# Dursley
Dursley is een civil parish in het bestuurlijke gebied Stroud, in het Engelse graafschap Gloucestershire met 6697 inwoners.